# Bang & Classic
Bang & Classic – solowy album polskiego rapera Bosskiego Romana. Wydawnictwo ukazało się 11 marca 2016 roku dzięki wytwórni muzycznej Fonografika. Producentami płyty są: Baltik, Ive, Kaj Je West, 71Ghost, Zich, Webster, Kubi Producent oraz SAPI. Na płycie gościnnie pojawili się: Krzychu WWS, Daddio, Kevin Mahogany, Sonia Lachowolska, Juras, Pih, Webster, Młody Bosski, Dixon oraz Marcin Knutelski.

## Lista utworów
1. „Dobre Słowo Na Rozruch” (produkcja: Baltik)
2. „Społeczny Sarkazm” (produkcja: Baltik)
3. „Perpetuum Mobile” (gościnnie: Krzychu WWS) (produkcja: Kubi Producent)
4. „Jaka Twoja Wartość” (gościnnie: Daddio) (produkcja: Kubi Producent & SAPI)
5. „Cud Natury” (produkcja: 71Ghost)
6. „Jeśli Kochasz” (produkcja: Ive)
7. „Daj Mi Lajka” (produkcja: Webster)
8. „Special Girl” (gościnnie: Kevin Mahogany, Sonia Lachowolska) (produkcja: Baltik)
9. „Viva Polonia” (gościnnie: Juras, Pih) (produkcja: Ive)
10. „Cichociemni” (produkcja: Baltik)
11. „Rozdajemy Światło” (produkcja: Baltik)
12. „Widzę Go” (gościnnie: Webster) (produkcja: Baltik)
13. „Obowiązki” (produkcja: 71Ghost)
14. „Pokonuję Słabość” (gościnnie: Młody Bosski, Dixon) (produkcja: Baltik)
15. „Szanuj Siebie” (produkcja: Ive)
16. „Rozwój” (gościnnie: Sonia Lachowolska) (produkcja: Ive)
17. „Kraina Idealna” (gościnnie: Pih, Marcin Knutelski) (produkcja: Zich)
18. „Tyram Bekę” (produkcja: Baltik)
19. „Antydopalacze” (produkcja: Kaj Je West)

Wszystko zostało opracowane na podstawie strony: druzynamistrzow.com